# Неорганично съединение
Неорганично съединение е всяко химично съединение, което не съдържа въглеводороден скелет (C-H връзки). То е противоположното на органични съединения. Не съществува строго разграничение между двата типа съединения и различни автори често класифицират различни съединения като неорганични. Дялът от химията, който ги изучава е неорганична химия.
От неорганични съединения е съставена по-голямата част от земната кора, макар съставът на мантията все още да е обект на активно изучаване.

## Съвременнa дефиниция
Въпреки липсата на точна дефиниция за разграничаване на органичните от неорганичните съединения, съществуват общоприети граници между двата класа. Всяко просто вещество се счита за неорганично. Това включва и алотропите на въглерода: графит, диамант, фулерени и т.н. Химичните вещества, които не съдържат въглерод в молекулите си, също са неорганични, например NaCl, CuSO4, B2H6, PO43-, Fe3+.
Проблем е класифицирането на някои по-прости въглеродни съединения. Винаги за неорганични съединения се определят CO, CO2, H2CO3, CO32-, CN-, CNO-, MxCy, SCN- и TeCN-. Други съединения, причислявани към неорганичните, са CS, (CN)2 и H2NCN.
Графитидите, фулеридите (K3C60), комплексите на преходните метали с фулерените и металните карбонили (Ni(CO)4) се класифицират като органометални, тъй като съдържат връзката C–M.
CS2 и CX4 могат да бъдат определени като неорганични съединения, но също и като органични разтворители. Напълно халогенираните алкани, като C2Cl6 и фреоните, някои автори отделят в собствен клас. Фосгенът, C2O3, тиовъглеродната киселина (H2CS3) и фуминова киселина често се определят като неорганични.
Производните на въглеродната киселина също са обект на спор. Като неорганични се класифицират въглеродната киселина (H2CO3) и солите ѝ: хидрогенкарбонати (NaHCO3) и карбонати (MnCO3), моно- (H2CO5) и дипероксовъглеродна киселина (H2CO6) и карбонатните комплекси на d- и f-метали. Карбамидът, хлороформиатите, етерите и естерите с алкохоли и органични киселини, ортовъглеродната киселина, гуанидин, карбаминовата киселина и солите ѝ се класифицират като органични.

## Класификация
Неорганичните съединения се делят на две главни групи според броя на елементите, които ги изграждат. Когато са съставени от атомите на един химичен елемент, те се определят като прости вещества. Ако молекулата е изградена от атомите на два или повече химични елемента, се определя като химично съединение (сложно вещество).

### Прости вещества
| Метали                                                                | Неметали                                                                              | Металоиди                            |
| --------------------------------------------------------------------- | ------------------------------------------------------------------------------------- | ------------------------------------ |
| - Желязо - Калий - Бисмут - Ce                                        | - Хлор - Неон - Бром - Сяра                                                           | - Бор - Германий - Силиций - Телур   |
| Ковки, твърди (освен Hg), с метален блясък, топло- и електропроводими | Разнообразни по свойства: газове (N2), течни (Br2) и твърди с метален блясък (S и I2) | Със свойства между метали и неметали |
| По-голямата част от Периодичната система                              | В горния десен ъгъл на Периодичната система                                           | Най-малка група                      |
| Алкални, алкалоземни, преходни, слаби метали, лантаниди и актиниди    | Халогени, благородни газове и други неметали                                          | металоиди и полуметали               |

Много елементи образуват няколко алотропни форми, като не е изключено да има както метални, така и неметални алотропи.

### Химични съединения
|    |    |    |    | H  |
| B  | C  | N  | O  | F  |
| Al | Si | P  | S  | Cl |
| Ga | Ge | As | Se | Br |
| Tl | Pb | Bi | Po | At |

Неорганичните съединения, въпреки че са много по-малко на брой от органичните съединения, образуват множество класове:
- Бинарни съединения – най-простият клас неорганични съединения, образувани само от два елемента. Такива съединения образуват водородът, p-елементите, някои d-метали, алкалните, алкалоземните и повечето преходни метали. Такива съединения са оксидите, хидридите, карбидите и т.н.
- хидроксиди – основен клас в киселинно-основната химия. Те се делят на:

- основи – с алкален характер на водните разтвори и реагират с киселини;
- киселини – с кисел характер на водните им разтвори и реагират с основи;
- амфотерни хидроксиди – при определени условия реагират с киселини и основи;

- соли – продукт от взаимодействието на основа и киселина.